# Zezoń dwubarwiec
Zezoń dwubarwiec (Atrecus affinis) – gatunek chrząszcza z rodziny kusakowatych i podrodziny kusaków. Występuje w palearktycznej Eurazji od Półwyspu Iberyjskiego po Syberię.

## Taksonomia
Gatunek ten opisany został po raz pierwszy w 1789 roku przez Gustafa von Paykulla pod nazwą Staphylinus affinis. Jako miejsce typowe wskazano Szwecję. W 1873 roku Charles Adolphe Albert Fauvel umieścił go jako osobny gatunek w rodzaju Baptolinus, który w 1949 roku zsynonimizowany został przez Charlesa Edwarda Tottenhama z rodzajem Atrecus; kombinację Atrecus affinis jako pierwszy podał Aleš Smetana w 1958 roku.

## Morfologia

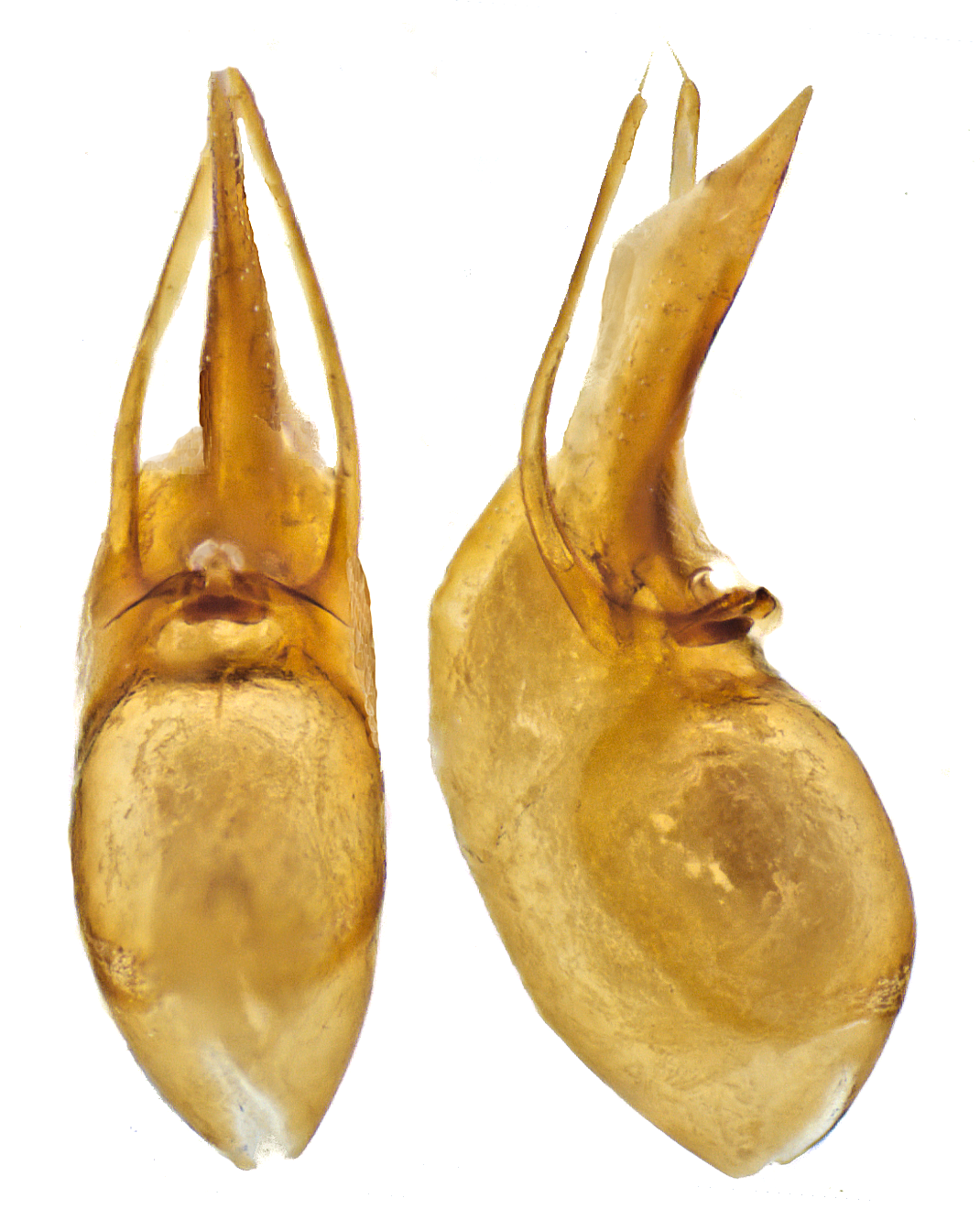
Edeagus

Chrząszcz o mocno wydłużonym ciele długości od 6 do 8 mm. Głowa jest w zarysie prawie kwadratowa z zaokrąglonymi kątami tylnymi, barwy czarnobrunatnej do czarnej z jasnordzawymi głaszczkami i rdzawobrunatnymi czułkami, pokryta mikrorzeźbą w postaci poprzecznego kreskowania. Warga górna ma na przedniej krawędzi szerokie wycięcie trójkątne. Pomiędzy środkową częścią ciemienia a obrzeżonymi od spodu skroniami mieści się około siedmiu niewielkich rozmiarów punktów. Czułki mają człon pierwszy tak długi jak trzy następne razem wzięte, człon czwarty niewiele dłuższy niż szeroki, a człon piąty tak długi jak szeroki i kulisty. Przedplecze jest koralowoczerwone, ku tyłowi lekko zwężone. Pokrywy są nieco szersze od przedplecza, czarne lub brunatnoczarne z czerwonymi nasadami. Ich powierzchnię pokrywają dobrze widoczne, delikatne punkty oraz słabo zaznaczone zmarszczki. Wzdłuż szwu pokryw biegnie listewka. Odnóża są jasnordzawe. Przednia ich para ma kolczaste golenie i rozszerzone stopy. Liczne kolce zbroją również golenie pary środkowej, natomiast na tylnych goleniach kolców jest nie więcej niż dwa. Odwłok jest koralowoczerwony z czarnymi lub brunatnoczarnymi tergitem piątym i większą częścią tergitu czwartego.

## Ekologia i występowanie

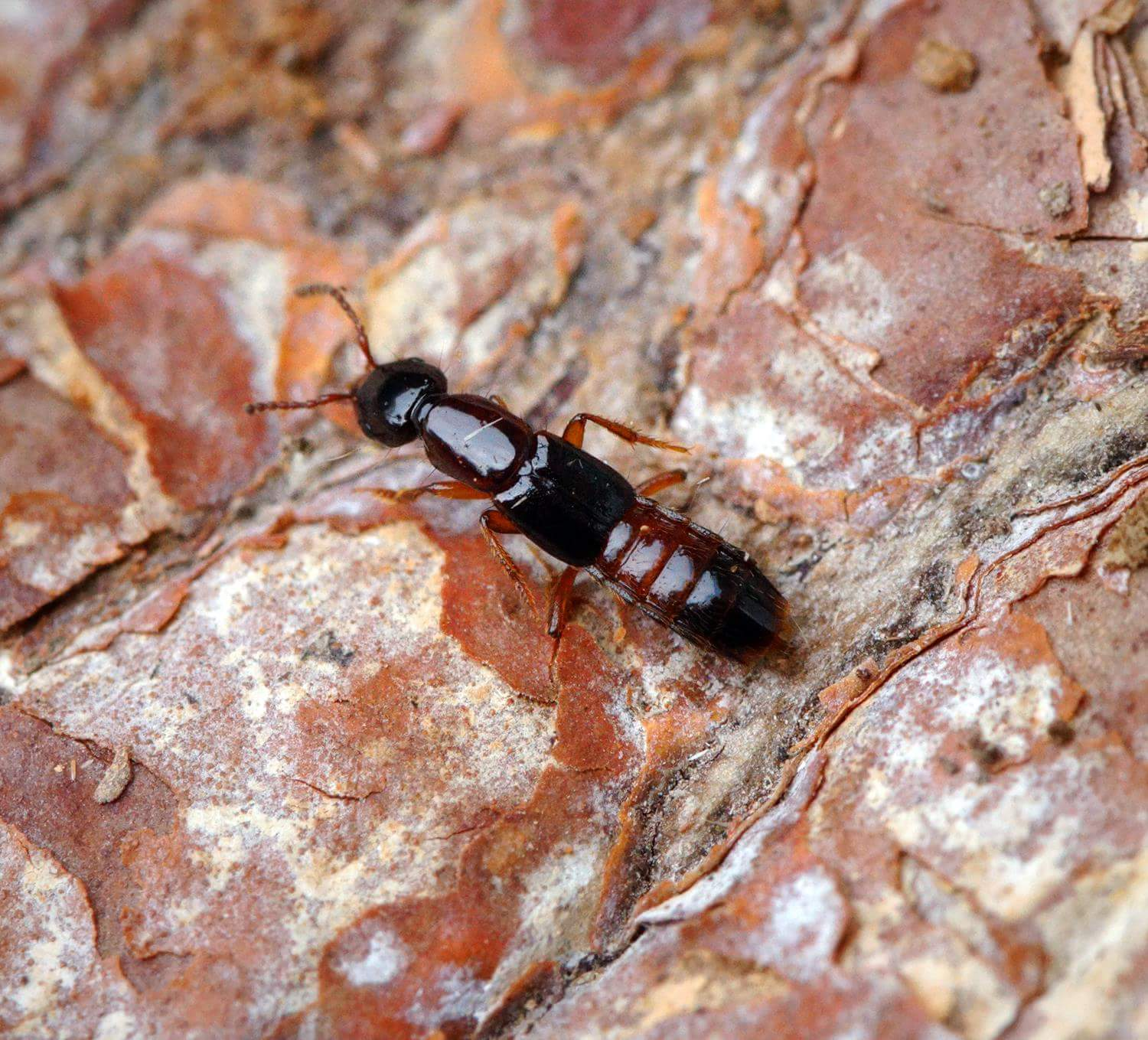
Imago w środowisku naturalnym

Owad leśny, higrofilny, saproksyliczny. Bytuje pod wilgotną odstającą korą kłód i pniaków świerków, sosen, a rzadziej drzew liściastych, w tym buków. Ponadto zasiedla rozkładające się drewno, wilgotne grzyby nadrzewne i płaty mchów.
Gatunek palearktyczny, znany z Portugalii, Hiszpanii, Irlandii, Wielkiej Brytanii, Francji, Belgii, Holandii, Niemiec, Szwajcarii, Austrii, Włoch, Danii, Szwecji, Norwegii, Finlandii, Estonii, Łotwy, Litwy, Polski, Czech, Słowacji, Węgier, Ukrainy, Rumunii, Bułgarii, Słowenii, Chorwacji, Bośni i Hercegowiny, Serbii, Czarnogóry, Albanii, Macedonii Północnej, Grecji, europejskiej i syberyjskiej części Rosji, Turcji i Gruzji. Na północ sięga daleko poza koło podbiegunowe. W Polsce pospolity, spotykany w całym kraju.